# Clay Township (comté de Harrison, Missouri)
Pour les articles homonymes, voir Clay Township.
Clay Township est un township du comté de Harrison dans le Missouri, aux États-Unis,.
Le township est fondé en 1842 et baptisé en référence à Henry Clay.

## Source de la traduction
- (en) Cet article est partiellement ou en totalité issu de l’article de Wikipédia en anglais intitulé « Clay Township, Harrison County, Missouri » (voir la liste des auteurs).